# Белканія Георгій Север'янович
Гео́ргій Север'я́нович Белка́нія (нар. 17 травня 1943 року, Вінниця) — лікар, доктор медичних наук (1979), професор (1989) за спеціальністю «авіаційна, космічна та морська медицина», автор 10 патентів.

## Біографія
Народився 17 травня 1943 року у Вінниці. Батько — Белканія Север'ян Павлович, лікар-хірург; мати — Белканія (Катульська) Анна Еммануїлівна, вчителька.
У 1966 році закінчив Вінницький медичний інститут. З 1966 по 1969 рік працював лікарем. У 1968 році захистив роботу на тему: «Про роль нервової системи в патогенезі ортостатичних розладів дихання, артеріального тиску та біоелектричної активності головного мозку», здобув науковий ступінь кандидата медичних наук за спеціальністю «патологічна фізіологія».
З 1970 року — старший науковий співробітник НДІ експериментальної патології й терапії АМН СРСР в Сухумі та Інституту медико-біологічних проблем МОЗ СРСР в Москві, де з 1982 року — керівник лабораторії космічної медицини й експериментальної кардіології. У 1978 році захистив докторську дисертацію на тему: «Функціональна організація системної реакції організму на земну гравітацію та її експериментальне вивчення». 
З 1978 по 1989 рік брав участь у міжнародній програмі «Інтеркосмос» — запусків і досліджень на біологічних супутниках Землі серії «Космос» та в забезпеченні космічних програм.
З 1995 року — керівник лабораторії медичних експертних систем у Вінниці. З 1998 по 2012 рік — професор кафедри анатомії, фізіології та основ медичних знань Вінницького педагогічного університету.

### Родина
- Дружина — Белканія (Слічна) Лідія Олександрівна (нар. 1944 року), лікар акушер-гінеколог.
- Старша донька — Пухальська (Белканія) Ліана Георгіївна (нар.1965 року), викладачка Варшавського медичного університету, ад'юнкт кафедри клінічної та експериментальної фізіології.
- Молодша дочка — Белканія Вікторія Георгіївна (нар. 1974 року), вчителька, викладає англійську мову в ліцеї в Києві.[1]

## Наукова робота
Проводиві наукові дослідження таких наук як: космічна біологія й медицина, гравітаційна біологія й фізіологія, екстремальна медицина, загальна патологія, валеологія, медичні експертні системи тощо.
Автор понад 300 наукових праць, серед яких монографії, посібники, винаходи. Науковий керівник та консультант 15 кандидатів та докторів наук. Викладав валеологію та основи медичних знань.

### Основні праці
За ЕСУ:
- Антропофизиологическая основа видового стереотипа реактивности сердечно-сосудистой системы приматов // Вест. АМН СССР. — 1987. — Т. 10;
- Эмоциональное напряжение, постуральная регуляция кровообращения и некоторые противоречия в представлениях о патогенезе артериальной гипертонии // Успехи физиол. наук. — 1990. — Т. 21, № 1.[2]

## Примітка
1. 1 2 3 4 5  Белканія Георгій Север'янович: до 80-річчя від дня народження професора медицини: біобібліографічний покажчик / ВОУНБ ім. В. Отамановського, Від. мед. наук; уклад.: Ю. В. Виноградська, О. Є. Гаєвик; ред. С. В. Лавренюк; відп. за вип. Л. Б. Сеник. — Вінниця, 2023. — 64 с.: фот. — (Серія «Медицина Вінниччини в особах»).
2. 1 2 3  В. Я. Волошина. Белканія Георгій Север’янович // Енциклопедія сучасної України / ред. кол.: І. М. Дзюба [та ін.] ; НАН України, НТШ, Коорд. бюро Енцикл. Сучас. України НАН України. — К. : Поліграфкнига, 2003. — Т. 2 : Б — Біо. — 872 с. — ISBN 966-02-2681-0.
3. ↑  Белканія Георгій Север'янович // Ювіляри ВДПУ — 2013: довідник / Бібліотека Вінницького державного педагогічного університету ім. М. Коцюбинського; уклад.: Т. А. Кузнєцова, Т. В. Мірохіна, Т. М. Баланюк ; коректор І. І. Остапчук ; відп. за вип. В. С. Білоус. — Вінниця, 2012. — С. 39—40. — (Педагоги Вінниччини).